# Luka Lokobe Kanda

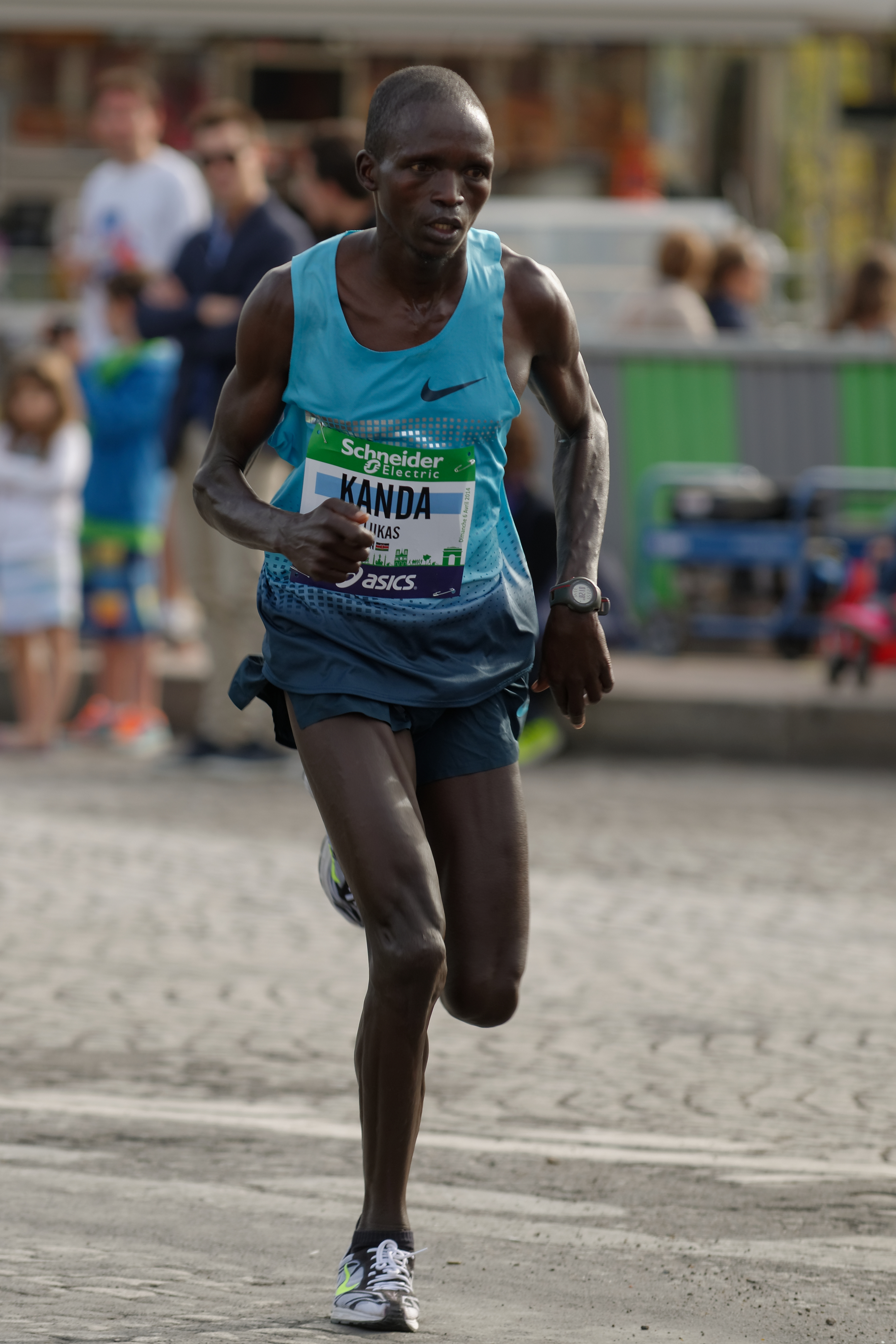
Kanda im Marathon von Paris 2014

Luka Lokobe Kanda (* 1987) ist ein kenianischer Marathonläufer.
Von 2007 bis 2011 gewann er fünfmal in Folge den Halbmarathon Le Lion.
2008 wurde er jeweils Fünfter beim Humarathon, bei den 20 km von Paris und beim Halbmarathonbewerb des Reims-Marathons. 2009 folgten vierte Plätze beim Paris-Halbmarathon und beim Humarathon. 2010 siegte er beim Semi-Marathon du Grand Nancy und wurde Zweiter bei den 20 km von Paris.
2011 stellte er bei seinem Debüt auf der 42,195-km-Distanz mit 2:08:40 h einen Streckenrekord beim Marathon des Alpes-Maritimes auf. 2012 folgten Siege beim Rom-Marathon und beim Valencia-Marathon. 2013 wurde er Fünfter in Rom, Zehnter beim Amsterdam-Marathon und Dritter beim Libreville-Marathon.

## Persönliche Bestzeiten
- 20-km-Straßenlauf: 58:23 min, 10. Oktober 2010, Paris
- Halbmarathon: 1:01:01 h, 26. April 2009, Vitry-sur-Seine
- Marathon: 2:08:04 h, 18. März 2012, Rom